# Capetoxotus
Capetoxotus is een kevergeslacht uit de familie van de boktorren (Cerambycidae). De wetenschappelijke naam van het geslacht werd voor het eerst geldig gepubliceerd in 1959 door Tippmann.

## Soorten
Capetoxotus is monotypisch en omvat slechts de volgende soort:
- Capetoxotus rugosus Tippmann, 1959